# تولد

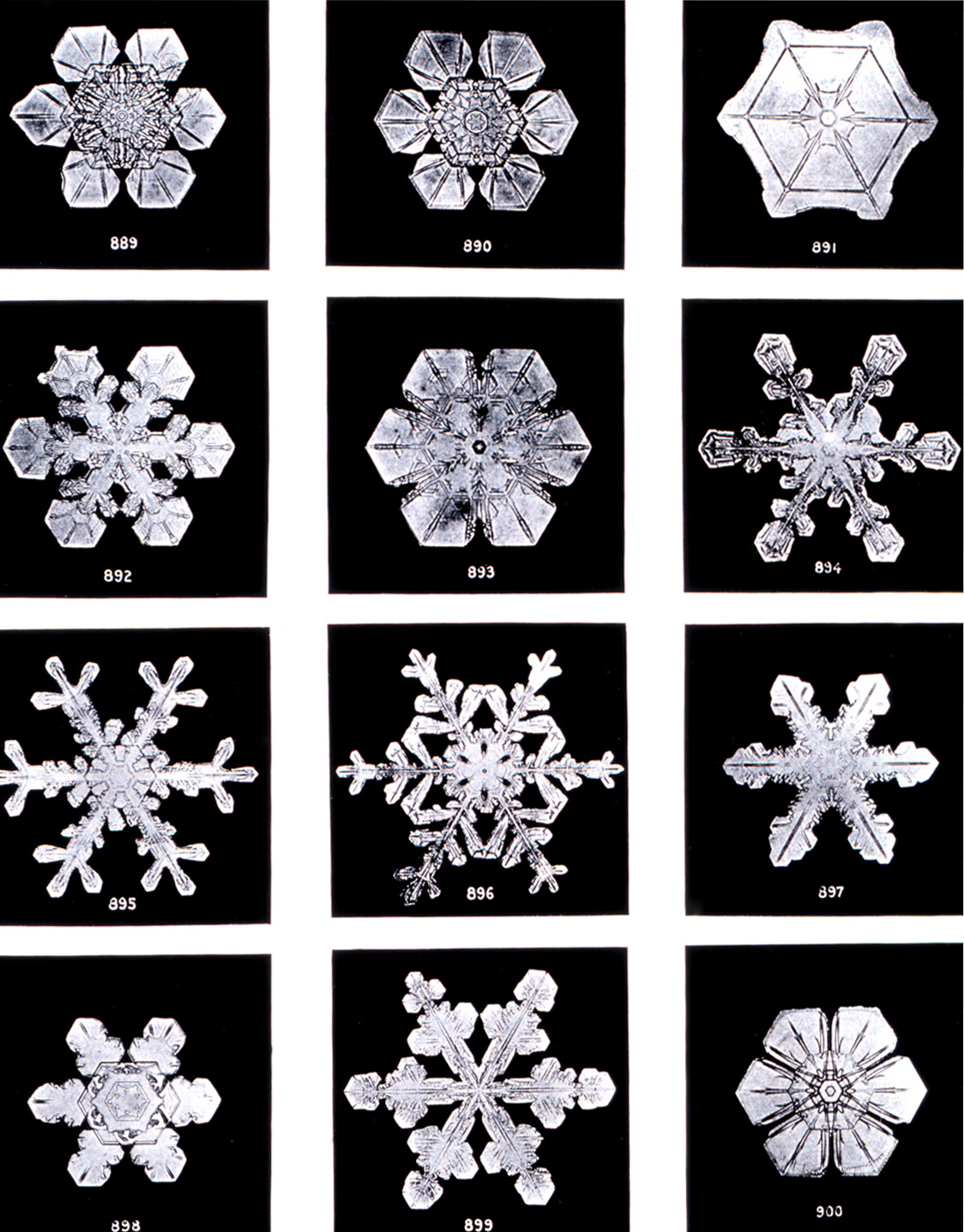
تشكل ندف الثلج وفق النمط التوالدي

الانبثاق (أو التولد Emergence) هو عملية تشكل نمط معقد من قواعد بسيطة أو مكونات بسيطة. وتعني أيضا ظهور وظيفة معينة اعتمادا على مكونات بسيطة في حد ذاتها غير قادرة على القيام بالوظيفة لكن تواصلها أي تواصل هذه المكونات البسيطة للنظام تعطي نظاما يكون وظيفيا أكثر من جملة مكوناته، أي أن العلاقات بين مكونات النظام إضافة إلى مكوناته تعطي الوظيفة المعقدة النهائية المرجوة التي لم تكن محققة في مكوناته الأصلية البسيطة. وتعتبر ظاهرة الانبثاق أحد البراديغمات في الاتصالية.

## مثال
ويمكن القول أن هذه العملية عملية ديناميكية (أي أنها تحدث خلال الزمن أو مع تغير في المكان مثلا أو مع أي متغير آخر أي أنه هناك عدم ثبات في النظام) وتعتبر الشبكات العصبية أبسط دليل وتجسيد لفكرة الانبثاق حيث أنه من خلال التفاعلات بين عدد ضخم من العصبونات يصبح الدماغ البشري قادرا على التفكير مع أن المكونات الأساسية لهذه الشبكات أي الخلية العصبية في حد ذاتها غير قادرة على التفكير. وبالتالي يمكن القول أن وظيفة أو سلوك التفكير انبثق من حيث لم يكن موجودا في المكونات الأساسية الأبسط.

## الخلاصة
لكي نستطيع أن نصف أي ظاهرة بأنها منبثقة لا بد أن نكون غير قادرين على التنبؤ بها بناء على سلوكيات أو وصف المستويات الأدنى تركيبا، وعادة تكون هذه الظاهرة في أدنى المستويات غير موجودة إطلاقا أو يمكن ملاحظتها بشكل طفيف جدا.
لا يوجد إجماع علمي حول مواطن ضعف وقوة أشكال ظاهرة الانبثاق أو كم لنا أن نعتمد عليها في تفسير الظواهر من حولنا. فبشكل عام، من المستحيل الإقرار بوضوح على ظاهرة ما أنها منبثقة أو متولدة.

## في علم النبات
في علم النبات، يقصد بالانبثاق خروج البادرة من التربة وظهورها فوق سطح التربة وبداية نموها.